# Roger Leborne
Roger Leborne, né le 29 septembre 1941 à Dijon (Côte-d'Or), est un homme politique français.

## Détail des fonctions et des mandats
Mandats locaux
- 1989 - 1995 : Maire de Saint-Marcel
- 1995 - 2001 : Maire de Saint-Marcel
- 2001 - 2006 : Maire de Saint-Marcel

Mandat parlementaire
- 29 septembre 1984 - 1er avril 1986 : Député de la 4e circonscription de Saône-et-Loire